# Hà Hoa
Phủ Hà Hoa là một phủ nằm phía nam xứ Nghệ An thời nhà Hậu Lê đến cuối thời nhà Nguyễn {năm 1919}. Biên giới của phủ này kể từ phía nam phủ Đức Quang cho đến dãy núi Hoành Sơn {nơi có Đèo Ngang}.
Năm 1490, niên hiệu Hồng Đức thứ 21, đời vua Lê Thánh Tông, phủ Hà Hoa quản lĩnh 2 huyện:
- Thạch Hà {tức là huyện Thạch Hà, thành phố Hà Tĩnh, và phần đất phía nam huyện Lộc Hà hiện nay}.
- Kỳ Hoa {tức hai huyện Kỳ Anh và Cẩm Xuyên hiện nay};

Năm 1831, niên hiệu Minh Mạng thứ 12, vùng phía nam sông Lam của trấn Nghệ An tách ra thành lập tỉnh Hà Tĩnh thì một phần đất của Thạch Hà trở thành tỉnh lỵ, nay là thị xã Hà Tĩnh. Lúc đó, phủ Hà Hoa thuộc tỉnh Hà Tĩnh.
Năm 1919, chính quyền thực dân phong kiến bỏ cấp phủ, các huyện thuộc phủ Hà Hoa: Thạch Hà, Cẩm Xuyên, Kỳ Anh, trực thuộc tỉnh Hà Tĩnh.